# Райф, Кристиан
Кристиан Райф — немецкий легкоатлет, который специализируется в прыжках в длину. Выступать на международных соревнованиях начал в 2007 году. Занял 9-е место на чемпионате мира в Осаке. В 2010 году стал чемпионом Европы с рекордом чемпионатов Европы. На чемпионате мира в помещении 2010 года занял 5-е место с результатом 7,86. Выступил на олимпийских играх в Лондоне, где заняв 9-е место в квалификации не смог выйти в финал.